# Iphra
Iphra is een kevergeslacht uit de familie van de boktorren (Cerambycidae). De wetenschappelijke naam van het geslacht werd voor het eerst geldig gepubliceerd in 1869 door Pascoe.

## Soorten
Iphra omvat de volgende soorten:
- Iphra epipediforma Hayashi, 1977
- Iphra euderceoides Gressitt, 1951
- Iphra splendida Holzschuh, 1992
- Iphra tillomorphoides Pascoe, 1869
- Iphra timorensis Gilmour, 1961
- Iphra triangulifera (Aurivillius, 1917)